# Estàtua de Dionís i Àmpel
L'estàtua de Dionís i Ampel és una escultura exempta realitzada en marbre blanc, molt degradat, que representa al déu grec Dionís embriac, assistit pel sàtir Ampel, tema mitològic derivat de models grecs. Es tracta d'una peça única dintre de la plàstica romana gallega, pel material emprat i per l'estil classicista. Es trobà al castre da Muradella, a Mourazos, al municipi de Verín (Galícia). Datada del segle III, als nostres dies es conserva al Museu Arqueològic Provincial d'Ourense

## Història

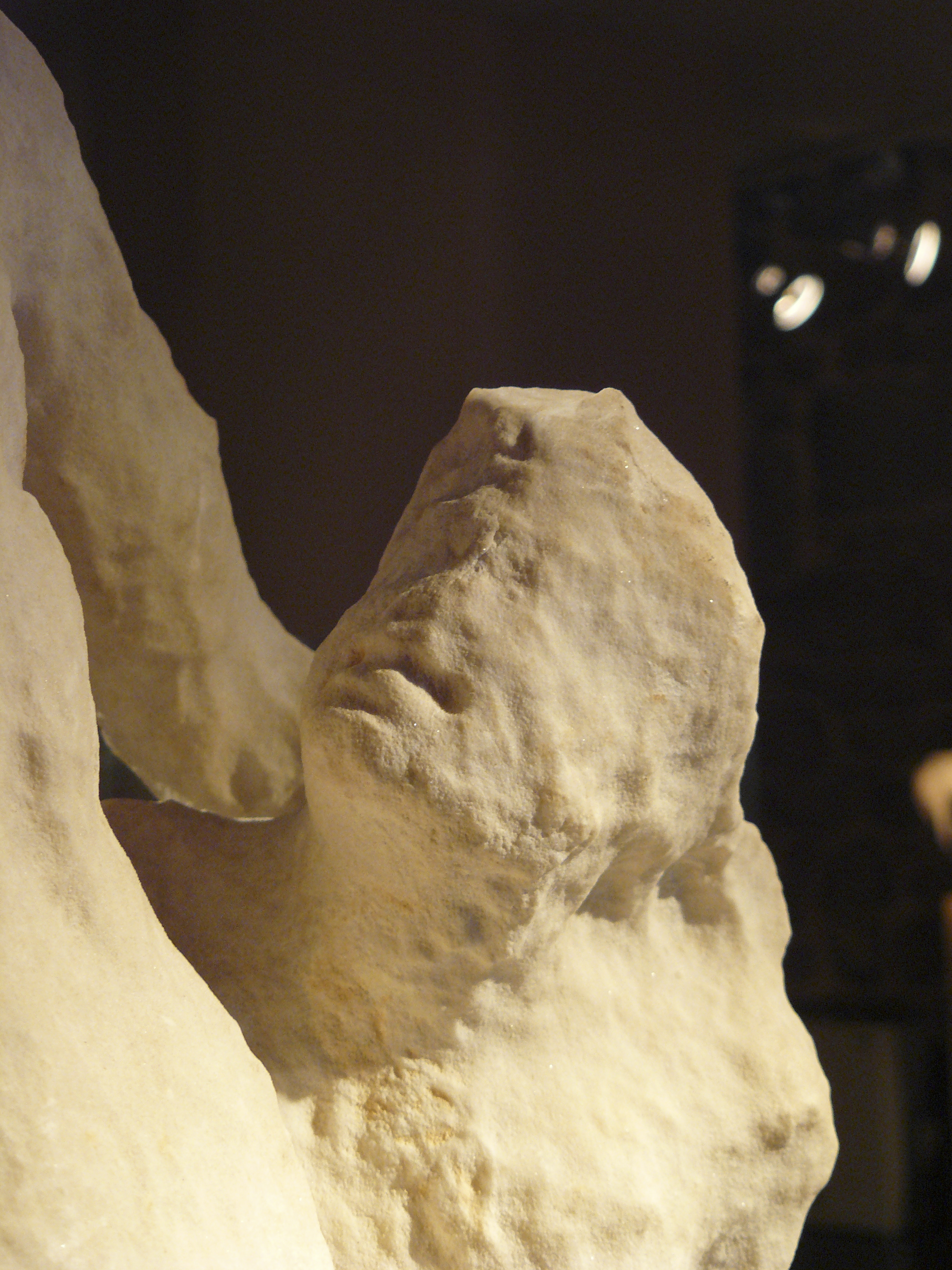
Detall

Va aparéixer al castre da Muradella. Hi eren evidents els signes de romanització, amb àmplia presència de teules i rajoles, a més de fragments d'una altra escultura, en el context d'una vil·la datada del segle III. L'escultura seria un element decoratiu d'una de les estances d'aquesta mansió.
La valoració del lloc de la troballa té molt d'interés, ja que representa l'evidència de l'existència en un ambient totalment rural de gent amb coneixements i gustos de la cultura clàssica, ja fossen foranes o nadiues, amb un alt grau de romanització.
Forma part del fons del museu des del 4 d'abril de 1964, data del seu dipòsit.

## Descripció

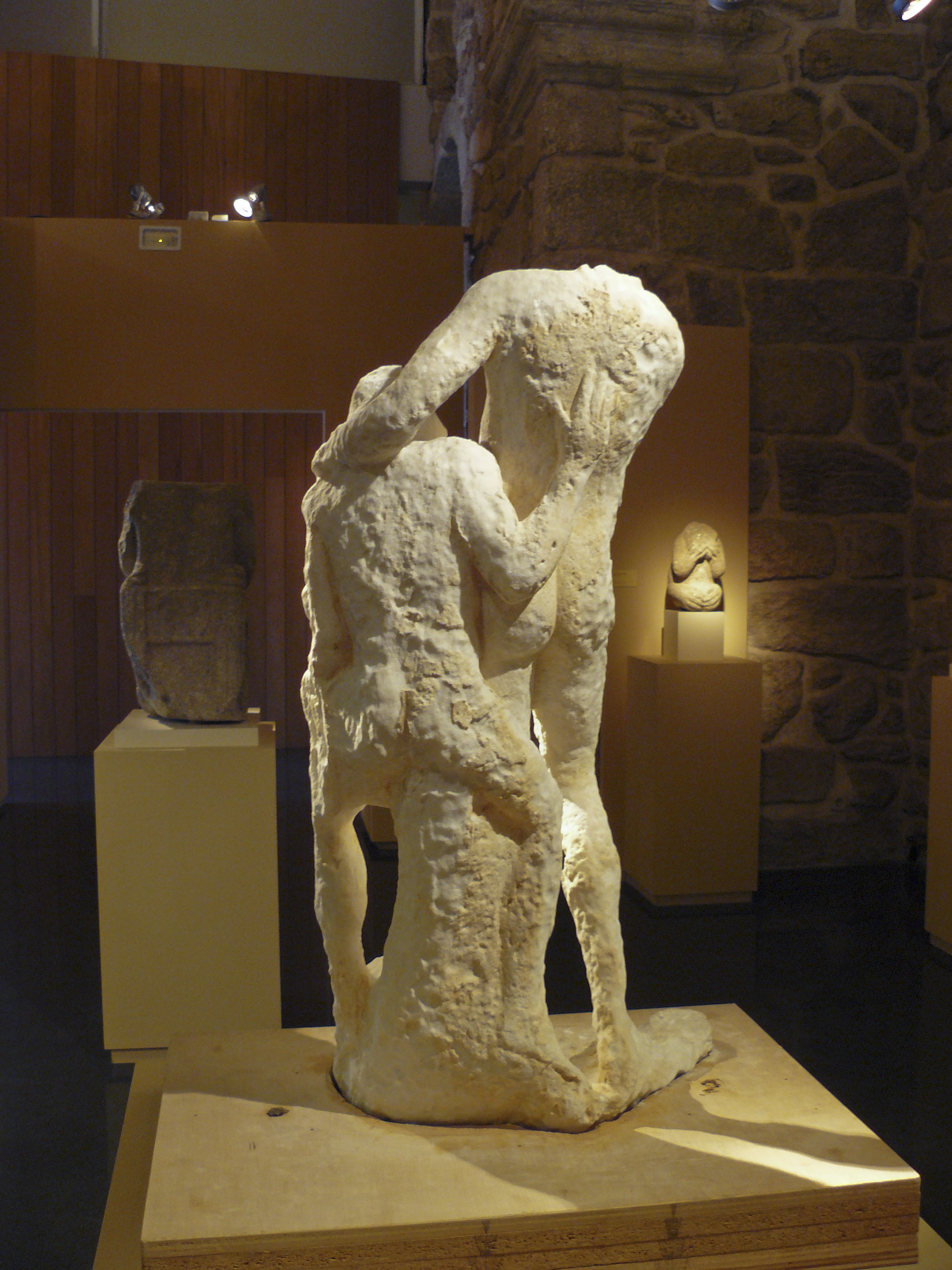
Part posterior

La peça ens a pervingut molt derruïda a causa de la humitat de l'ambient on era soterrada.
El grup escultòric representa dues figures masculines nues. Es creu que representa una escena en què un Dionís embriac és assistit pel sàtir Ampel (la videira), tema mitològic derivat de models hel·lenístics, i molt difós.
A Dionís (Bacus), la figura més gran, li falta el cap i el braç dret des d'una mica més avall del muscle. El seu perfil descriu una lleu S, i transmet la sensació d'un indolent abandó, que amb un suau ritme de línies, l'arrap dels pectorals i el petit bony de l'òrgan sexual, omplin la figura de sensualitat.
Descansa el cos sobre la cama esquerra, i presenta la dreta una mica avançada i lleument flexionada, amb el maluc d'accentuada curvatura. Desa quasi sense forces el braç esquerre al muscle esquerre d'Ampel.
Ampel, al mateix temps que alça el cap en actitud vigilant, cenyeix per darrere amb el braç dret Dionís, recolzant la mà oberta en la seua esquena, per mantenir l'equilibri del déu.
Ambdues figures aconsegueixen l'estabilitat recolzant-se en un gros tronc recolzat a la cama esquerra del déu, sobre el qual el sàtir s'asseu amb posa descarada.

### Interpretacions
Garcia Bellido defensa que es tracta d'una interpretació d'un model de bronze, per la presència del tronc que obliga a forçar la posició del sàtir, i inspirat en un relleu o pintura.
Seguint aquestes hipòtesis, Balil sosté que no som davant una obra pertanyent l'art culte sinó davant un exemplar d'algun taller de la província d'Hispânia i que arribà a la Gal·lècia com a peça importada per un intercanvi comercial.